# Ferdinand von Bockelmann
Friedrich Ferdinand Karl von Bockelmann (* 3. November 1831 in Neiße; † 28. Juni 1891 in Schweidnitz) war ein preußischer Generalmajor und Kommandeur der 20. Infanterie-Brigade.

## Leben

### Herkunft
Ferdinand war ein Sohn des gleichnamigen preußischen Oberstleutnants a. D. Ferdinand von Bockelmann (1791–1855) und dessen Ehefrau Amalie, geborene von Netz (1802–1865). Der preußische Generalleutnant Gottfried von Bockelmann war sein Onkel.

### Militärkarriere
Nach dem Besuch des Gymnasiums in seiner Heimatstadt sowie der Kadettenhäuser in Wahlstatt und Berlin wurde Bockelmann am 27. April 1850 als Sekondeleutnant dem 22. Infanterie-Regiment der Preußischen Armee überwiesen. Zur weiteren Ausbildung absolvierte er ab Oktober 1853 für drei Jahre die Allgemeine Kriegsschule. Am 1. April 1857 wurde er zum Regimentsadjutanten ernannt und Mitte August 1858 zum Premierleutnant befördert. Am 13. Januar 1859 erfolgte seine Kommandierung als Adjutant der 24. Infanterie-Brigade und in dieser Stellung avancierte Bockelmann Mitte Januar 1860 zum Hauptmann. Mit der Ernennung zum Kompaniechef im 3. Oberschlesischen Infanterie-Regiment Nr. 62 trat er am 22. Juni 1861 in den Truppendienst zurück. In gleicher Eigenschaft wurde Bockelmann am 3. April 1866 in das 3. Niederschlesische Infanterie-Regiment Nr. 50 versetzt, mit dem er sich während des Krieges gegen Österreich an der Schlacht bei Königgrätz beteiligte.
Nach dem Krieg wurde Bockelmann am 25. September 1867 als Chef der 5. Kompanie in das Oldenburgische Infanterie-Regiment Nr. 91 versetzt und bei der Mobilmachung anlässlich des Krieges gegen Frankreich am 20. Juli 1870 zum Major befördert. Vom 22. Juli 1870 bis zum 27. März 1871 war er Führer des II. Bataillons im Landwehr-Regiment Nr. 16, dass er im Gefecht bei Châtillon-sur-Seine führte.
Ausgezeichnet mit dem Eisernen Kreuz II. Klasse wurde er nach dem Friedensschluss Mitte November 1871 zum Kommandeur des I. Bataillons im Oldenburgischen Infanterie-Regiment Nr. 91 ernannt und Anfang Juli 1875 zum Oberstleutnant befördert. Für seine Tätigkeit würdigte ihn Großherzog Peter II. durch die Verleihung des Ehrenkomturkreuzes seines Haus- und Verdienstordens mit Schwertern am Ringe. Unter Stellung à la suite beauftragte man Bockelmann am 8. Februar 1879 mit der Führung des 8. Westfälischen Infanterie-Regiments Nr. 57 in Wesel. Am 12. April 1879 wurde er zum Regimentskommandeur ernannt und am 11. Juni 1879 zum Oberst befördert. Mit der Beförderung zum Generalmajor erfolgte am 20. September 1884 seine Versetzung zu den Offizieren von der Armee, um am 16. Mai 1885 das Kommando der 20. Infanterie-Brigade in Neiße zu übernehmen. In dieser Stellung wurde er anlässlich des Ordensfestes im Januar 1887 mit dem Roten Adlerorden II. Klasse mit Eichenlaub ausgezeichnet und am 5. Februar 1887 mit Pension zur Disposition gestellt. Er starb am 28. Juni 1891 in Schweidnitz.

### Familie
Bockelmann heiratete am 27. April 1858 in Neiße Anna Pohl (1837–1891). Das Paar hatte mehrere Kinder:
- Anna (* 1858)
- Alice (* 1860) ⚭ 1887 Bernhard von Podewils (Pressentin)(1860–1915), Herr auf Penken[1]
- Sophie (* 1864) ⚭ 1891 Hugo von Rosenthal (1851–1899), Herr auf Brynneck[2]
- Enno (1866–1908), preußischer Hauptmann und Platzmajor
- Karl (1867–1915), preußischer Major, Bataillonskommandeur im 5. Badischen Infanterie-Regiment Nr. 113 ⚭ 1899 Gertrud Barth (* 1880)